# 1020
Évszázadok: 10. század – 11. század – 12. század
Évtizedek: 970-es évek – 980-as évek – 990-es évek – 1000-es évek – 1010-es évek – 1020-as évek – 1030-as évek – 1040-es évek – 1050-es évek – 1060-as évek – 1070-es évek
Évek: 1015 – 1016 – 1017 – 1018 –  1019 – 1020 – 1021 – 1022 – 1023 – 1024 – 1025

## Születések
- Poitoui Ágnes, III. Henrik német-római császár második felesége, a birodalom régense († 1077).

## Halálozások
- Firdauszí perzsa költő (* 935).